# Saint-Gourson

Saint-Gourson este o comună în departamentul Charente, Franța. În 1 ianuarie 2022 avea o populație de 131 de locuitori.